# Выворотка

Розетка, состоящая как из прямых (чёрных) линий, так и из директных (вывороточных)

Выворотка, выворот, выворотная печать, инверсное начертание текста — один из способов типографской печати чёрной или цветными красками, при котором запечатывается вся поверхность, кроме элементов текста. Выворотка является одним из частных случаев печати на цветной плашке, когда цвет плашки чёрный или цветной, а цвет букв — белый, то есть фактически происходит обратная замена цвета заднего фона и текста.

## В полиграфии
Выворотка очень сильно влияет на удобочитаемость текста, поэтому она используется чаще всего для печати заголовков и выделения небольших фрагментов текста (желательно с выделением полужирным начертанием). Санитарно-гигиенические требования к полиграфическим изданиям допускают применение выворотки для текстов, где количество знаков на странице превышает 2000 знаков, кеглем не менее 12 пунктов (до 2000 знаков — 10 пунктов) при оптической плотности фона не менее, чем 0,4.
Ещё более строгие требования к использованию выворотки в изданиях для детей 11 — 14 лет: при объёме текста до 2000 знаков применяются рубленые или малоконтрастные шрифты кеглем не менее 12 пунктов и оптической плотности фона не менее 0,5; в полиграфических изданиях для детей до 11 лет применение выворотки запрещено.
Довольно часто применяется как приём оформления в рекламе.

## Вне полиграфии
В компьютерах вывороткой отображается выделенный блок текста, текущий пункт меню. У многих людей в возрасте есть небольшой астигматизм, не мешающий в жизни — для них на высоком разрешении современных мониторов предпочтительнее чёрное на белом.
Выворотку широко применяют в оформлении различной техники (от телевизионных пультов до самосвалов): полустёртая кнопка или табличка остаётся читаемой.
Выворотный автомобильный номер традиционно принадлежит военным.